# Točkasta bresina
Točkasta bresina (timianolisni vrisić, lat. Clinopodium album; sin.Clinopodium thymifolium, Micromeria thymifolia), vrsta je bukvice, biljke iz porodice usnača, nekada uključivana u rod bresina (Micromeria). Raširena je po zemljama uz Jadran, Italija, Hrvatska, Albanija i u Mađarskoj Biljka je bogata eteričnim uljima te nalazi primjenu u narodnoj medicini i kuhinji. Kod nas raste na Učki, planinama riječkog zaleđa, Velebitu,  te u Gorskom kotaru i na Biokovu i Mosoru.

## Opis
Vrlo aromatični polugrm stabljika visokih od 15 do 30 cm. Miris je nalik mirisu paprene metvice. Listovi su goli, s 0,1 mm dugom peteljkom. Listovi su jajastog oblika, tanki, duljine od 14 do 23 mm, široki od 3 do 8 mm. Čaška je dužine oko 3 do 4 mm, gola ili poleglo dlakava, a ima kratke zupce. Vjenčić ima bijelo ružičastu cijev, purpurnog vrha, a duljine je od 7 do 8 mm.

## Uporaba
Može se koristiti kao čaj ili začin.Navodno je korištena i u narodnoj medicini.U Italiji se ova biljka i uzgaja.

## Fitofarmakologija
Eterično ulje timijanolisne bresine je u laboratorijskim testovima bilo učinkovito protiv brojnih gljivica, kao što su Aspergillus niger, Aspergillus ochraceus, cladosporioides Cladosporum, tricinctum Fusarium, Trichoderma viride, ochrochloron Penicillium i Phomopsis helianthi i bakterija, kao što su Micrococcus luteus, Escherichia coli, Enterococcus faecalis i Bacillus subtilis .